# آمریتا رایو
آمریتا رایو (انگلیسی: Amrita Rao؛ زادهٔ ۱۷ ژوئن ۱۹۸۱) یک هنرپیشه اهل هند است. وی از سال ۲۰۰۲ میلادی تاکنون مشغول فعالیت بوده‌است.
از فیلم‌ها یا برنامه‌های تلویزیونی که وی در آن نقش داشته‌است می‌توان به من‌که هستم اشاره کرد.

## فیلم‌شناسی
فهرست برخی از فیلم‌هایی که آمریتا رایو در آن‌ها به ایفای نقش پرداخته‌است:
- من‌که هستم
- دیوار
- ازدواج
- ساتیاگراها
- وای! زندگی یعنی این!
- طعمه
- سینگ صاحب بزرگ
- از کجا آمده‌اید
- افسانه بهاگات سینگ
- سرگرمی
- عشق عاشقانه
- میان‌بر
- اسم من آنتونی گونسالوز است
- جوانی وکیل مدافع
- امسال
- موهان عزیز
- مهمان
- شجاعت
- دوستت دارم...آقای هنرمند!
- تاکرای